# Нечай Юрій
Юрій Нечай (*? — після 1668) — український шляхтич, військовий та дипломатичний діяч періоду Хмельниччини. Брат Данила, Матвія, Івана Нечаїв.
В 1656-59 роках був представником старшини козацького полку Білорусі. Захоплений у полон московитами у Бихові 13-14 грудня 1659 року, засланий до Тобольська 1660 року. Може, разом з братом Іваном був звільнений на межі 1667-68 років. Ймовірно, в березні 1679 року був урядником Олександра Полубинського в Наддніпрянській Україні, що є можливим через зв'язки його брата Івана з О. Полубинським.
6 липня 1656 року Іван Нечай вислав брата Юрія з Могильова з посольством до царя з проханням не усувати козаків з Білорусі.